# 479-es busz
A 479-es jelzésű autóbusz Gödöllő egyik helyi járata, az Autóbusz-állomás és a Kenyérgyári utca között közlekedik. A vonalat a MÁV Személyszállítási Zrt. üzemelteti. 2017. október 15-étől a korábbi 12-es és 13-as viszonylatok helyett közlekedik.

## Útvonala
| Autóbusz-állomás → Kenyérgyári út → Autóbusz-állomás |
| --- |
| Autóbusz-állomás vá. – Szabadság út – Kossuth Lajos utca – Táncsics Mihály út – Homoki Nagy István utca – Liget utca – Kenyérgyári út – Kotlán Sándor utca – Táncsics Mihály út – Kossuth Lajos utca – Szabadság út – Autóbusz-állomás vá. |
| Autóbusz-állomás → Haraszti utca 5. |
| Autóbusz-állomás vá. – Szabadság út – Kossuth Lajos utca – Táncsics Mihály út – Homoki Nagy István utca – Liget utca – Kenyérgyári út – Haraszti út – Haraszti utca 5. vá.                                                                 |

## Megállóhelyei
| 0 | 0  | Autóbusz-állomás végállomás | 8 | 317, 324, 402, 404, 405, 406, 407, 410, 412, 422, 426, 430, 432, 440, 441, 442, 444, 446, 447, 448, 450, 451, 452, 454, 455, 461, 463, 464, 465, 466, 468, 469, 470, 471, 472, 473, 474, 475, 476, 477, 478 1040, 1049, 1052, 1076, 1077, 1078 |
| 4 | 4  | Szökőkút                    | 6 | 317, 324, 402, 412, 422, 432, 442, 446, 447, 448, 450, 451, 452, 453, 454, 455, 464, 466, 470, 471, 472, 473, 474, 475, 476, 477, 478 |
| 6 | 6  | Táncsics Mihály úti óvoda   | 3 | |
| 7 | 7  | Sportközpont                | 2 | |
| 8 | 8  | Liget utca                  | ∫ | |
| ∫ | ∫  | Járási Hivatal              | 1 | |
| 9 | 9  | Kenyérgyári utca            | 0 | |
| ∫ | 10 | Haraszti út 5.              | ∫ | |